# Proagon
Proagon (stgr. προαγών, proagṓn) był w starożytnej Grecji oficjalną prezentacją tych sztuk teatralnych, które zostały dopuszczone do uczestnictwa w konkursie dramaturgicznym podczas Wielkich Dionizji; miał on miejsce na kilka dni przed tym świętem.
Od połowy V wieku p.n.e. proagon odbywał się w odeonie zbudowanym na wschód od Teatru Dionizosa w Atenach.